# Abbassia pluviale
La Abbassia pluviale fu un esteso periodo umido e piovoso della storia climatica del Nordafrica. Iniziò circa 120 000 anni fa, e durò per circa 30 000 anni, terminando attorno a 90 000 anni fa. La Abbassia pluviale durò tra la fine del paleolitico inferiore e l'inizio del paleolitico medio, un intervallo che spesso viene definito Aculeano (250 000–90 000 anni fa). Come nel successivo Musteriano pluviale, l'Abbassia fu determinata da mutamenti climatici globali associati alle ere glaciali ed interglaciali del Pleistocene.

## Impatto ecologico
Come avvenne nel successivo Musteriano pluviale (ca. 50 000–30 000 anni fa), l'Abbassia pluviale portò condizioni umide e fertili in quello che oggi è noto come deserto del Sahara, che divenne lussureggiante di vegetazione, pieno di laghi, paludi e fiumi, molti dei quali scomparvero durante il periodo asciutto che seguì quello pluviale. La fauna selvatica oggi associata alle praterie poste a sud del Sahara, penetrò in Nordafrica durante l'Abbassia pluviale.

## Culture
Le popolazioni umane dell'età della pietra, soprattutto del Musteriani e Ateriani, fiorirono in Africa in questo periodo. Il passaggio al clima secco che giunse con la fine dell'era pluviale favorì l'emigrazione del moderno Homo sapiens all'esterno dell'Africa, nel resto del globo.